# Goderic Griffoendor
Goderic Griffoendor (Engels: Godric Gryffindor) is een personage uit de serie boeken over Harry Potter van de Engelse schrijfster Joanne Rowling.
Griffoendor werd meer dan duizend jaar geleden geboren in het dorpje Goderics Eind, waar later ook Harry Potter geboren zou worden. Hij was een van de vier oprichters van de tovenaarsschool Zweinstein, samen met Rowena Ravenklauw, Helga Huffelpuf en Zalazar Zwadderich. Griffoendor selecteerde zijn leerlingen op hun moed.
Nadat alles op school een paar jaar goed was verlopen, werd de vriendschap tussen Griffoendor en Zwadderich op de proef gesteld. Zalazar Zwadderich wilde namelijk dat alleen volbloed tovenaars zouden worden toegelaten. Griffoendor was een fervent voorstander van gelijke rechten voor tovenaars met Dreuzelouders, en wilde deze dan ook gewoon toelaten tot het onderwijs op Zweinstein. Uiteindelijk verliet Zwadderich de school, maar niet voordat hij een Geheime Kamer had gebouwd met daarin een basilisk, een monster dat de school uiteindelijk zou moeten zuiveren van Dreuzelleerlingen wanneer hij werd vrijgelaten door de erfgenaam van Zwadderich.
De Sorteerhoed, die de leerlingen verdeelt over de verschillende Afdelingen, was ooit eigendom van Goderic Griffoendor. Ook bezat hij het 'Zwaard van Griffoendor' een zilveren zwaard met robijnen in het handvat ingelegd. De kobolden beweren dat dit zwaard toebehoorde aan Ragnok de Eerste en dat Griffoendor het heeft gestolen, al heeft J.K. Rowling dit ontkend. Het zwaard heeft een belangrijke rol in het tweede boek, waarin het wordt gebruikt om de Basilisk te doden. Het zwaard heeft een magische eigenschap om alles wat krachtiger is dan het zwaard zelf (bijvoorbeeld het gif van de Basilisk) op te nemen, waardoor het nog krachtiger wordt. Deze eigenschap wordt gebruikt in het zevende boek, wanneer het gebruikt wordt om een van Voldemorts Gruzielementen te vernietigen.
Het zwaard wordt aan Harry Potter nagelaten na de dood van Albus Perkamentus.
Het zwaard en de hoed hebben een band, want ze komen tevoorschijn als een 'echte Griffoendor' ze nodig heeft. Zo krijgt Harry ze in de Geheime Kamer, en verschijnen ze aan Marcel Lubbermans die ze gebruikt om het laatste Gruzielement, Voldemorts slang Nagini te doden.